# Zdravko Počivalšek
Zdravko Počivalšek, slovenski podjetnik in politik, * 25. november 1957, Slovenija.
Je dolgoletni Minister za gospodarski razvoj in tehnologijo Republike Slovenije, podpredsednik 14. vlade Republike Slovenije ter nekdanji predsednik stranke Konkretno (nekdaj Stranke modernega centra). Pred tem je bil direktor več podjetij. 

## Poslovna kariera
Iz agronomije je diplomiral na Biotehniški fakulteti v Ljubljani. Do leta je 1994 deloval kot direktor Kmetijske zadruge Šmarje pri Jelšah, nato pa še pet let kot direktor Mlekarne Celeia. Leta 1999 je prevzel vodenje Term Olimia (takrat Atomske toplice) v Podčetrtku, ki jih je vodil do vstopa v politiko. Leta 2010 je postal manager leta.

## Politika

### Ministrovanje
Po predčasnem odstopu ministra za gospodarski razvoj in tehnologijo Republike Slovenije Jožefa Petroviča, je premier Miro Cerar na to mesto imenoval Počivalška. Položaj je prevzel 14. decembra 2014. Pred tem je ista vlada prodala Letališče Ljubljana. V novi vladi, ki jo je vodil Marjan Šarec je Počivalšek ostal gospodarski minister in edini, ki je ostal na enakem položaju kot v prejšnji vladi. V tem obdobju so prodali še letalskega prevoznika, Adrijo Airways. Še tretji mandat na čelu ministrstva mu je pripadel v 14. vladi Republike Slovenije, pod vodstvom Janeza Janše. Sloveniji grozi še prodaja elitnih hotelov in s tem nadaljevanje uničevanja turistične infrastrukture.    
Tretji mandat na mestu gospodarskega ministra je zaznamovala nabava zaščitne opreme v času epidemije koronavirusa. Uslužbenec Zavoda za blagovne rezerve Republike Slovenije Ivan Gale je Počivalška ter nekatere druge politike okrivil pritiska na zavod in favoriziranje določenih ponudnikov. Počivalšek je favoriziranje zanikal in opravljeno delo označil kot odlično ter da je bil cilj njegovega delovanja "Zagotoviti dovolj zaščitne opreme, ki jo je Slovenija v epidemičnih razmerah nujno potrebovala." 30. junija 2020 je nacionalni preiskovalni urad opravil več hišnih preiskav, tudi pri Počivalšku doma in na ministrstvu, prav tako so ministra zaslišali. Počivalšek je preiskave označil za korektno izvedene ter da je v njih tvorno sodeloval.
18. marca 2021 je Računsko sodišče objavilo poročilo o nabavi zaščitne opreme. Ta Počivalšku očita ne-transparentnost nakupa, toda sam te očitke zavrača.
23. februarja 2022 je Komisija za preprečevanje korupcije (KPK) ugotovila, da je Počivalšek pri nabavi ventilatorjev GenePlaneta kršil osebno integriteto. Upravnega spora ni sprožil, je pa povedal, da "ima čisto vest" in da "stališče pove več o KPK, kot o njemu.

### Strankarska politika
21. septembra 2019 je bil na kongresu izvoljen za predsednika Stranke modernega centra. Ob izvolitvi je dejal, da se pri sodelovanju ne bo oziral na politično pripadnost, med ključne stebre mandata pa postavil gospodarsko stabilnost ter pravično socialno državo. Napovedal je tudi konsolidacijo stranke. Po odstopu Marjana Šarca z mesta predsednika vlade, se je SMC udeležila pogovorov o možni novi koaliciji pod vodstvom Janeza Janše ter kasneje vanjo vstopila.
4. decembra 2021 se je stranka SMC združila z Gospodarsko aktivno stranko in preimenovala v stranko Konkretno, Počivalšek pa je ostal na položaju predsednika. Stranka se je pred državnozborskimi volitvami leta 2022 vkjučila v zavezništvo Povežimo Slovenijo. Zavezništvo prejelo 3,41 % glasov in se ni uvrstilo v Državni zbor. Stranko je vodil do junija 2023, ko sta z Alojzem Kovšco odstopila z položajev. Jeseni 2023 se je Počivalšek pridružil strokovnemu svetu Slovenske demokratske stranke, ni pa postal član stranke.

## Zasebno
Živi na kmetiji v Olimju.